# Hornsjön (Los socken, Hälsingland)
Hornsjön är en sjö i Ljusdals kommun i Hälsingland och ingår i Dalälvens huvudavrinningsområde. Sjön är 9,4 meter djup, har en yta på 0,51 kvadratkilometer och är belägen 559,2 meter över havet. Hornsjön ligger i Stora Korpimäki Natura 2000-område. Sjön avvattnas av vattendraget Skogssjöån.

## Delavrinningsområde
Hornsjön ingår i det delavrinningsområde (683682-143541) som SMHI kallar för Utloppet av Hornsjön. Medelhöjden är 594 meter över havet och ytan är 6,11 kvadratkilometer. Det finns inga avrinningsområden uppströms utan avrinningsområdet är högsta punkten. Skogssjöån som avvattnar avrinningsområdet har biflödesordning 3, vilket innebär att vattnet flödar genom totalt 3 vattendrag innan det når havet efter 448 kilometer. Avrinningsområdet består mestadels av skog (72 procent) och sankmarker (19 procent). Avrinningsområdet har 0,51 kvadratkilometer vattenytor vilket ger det en sjöprocent på 5,1 procent.